# Noventa Vicentina
Noventa Vicentina est une commune italienne de la province de Vicence, dans la région Vénétie.

## Administration
| Période                                  | Période | Identité | Étiquette | Qualité |
| ---------------------------------------- | ------- | -------- | --------- | ------- |
|                                          |         |          |           |         |
| Les données manquantes sont à compléter. |         |          |           |         |

### Hameaux
Caselle, Saline.

### Communes limitrophes
Agugliaro, Campiglia dei Berici, Lozzo Atestino, Ospedaletto Euganeo, Poiana Maggiore, Saletto, Sossano.

## Personnalités liées à la ville
- Valentina Pastorello, joueuse de volley-ball, y est née.